# آگاهی توضیح داده شده
آگاهی توضیح داده‌شده (به انگلیسی: Consciousness Explained) کتابی است که در سال ۱۹۹۱ توسط فیلسوف آمریکایی دانیل دنت نوشته شد، که در آن دنت شرحی از چگونگی ایجاد آگاهی از تعامل فرآیندهای فیزیکی و شناختی در مغز ارائه می‌دهد. دنت هوشیاری را به‌عنوان گزارشی از محاسبات مختلف که تقریباً در همان زمان در مغز اتفاق می‌افتد، توصیف می‌کند. او آگاهی را با یک مقاله دانشگاهی مقایسه می‌کند که زمانی در دست چند نفر در حال توسعه یا ویرایش است. هنگامی‌که مردم از تجربیات درونی خود گزارش می‌دهند، دنت گزارش‌های آن‌ها را بیش‌تر شبیه نظریه‌پردازی می‌داند تا توصیف. او می‌گوید این گزارش‌ها ممکن است آموزنده باشد، اما یک روان‌شناس نباید آن‌ها را به‌عنوان ارزش واقعی دریافت کند. دنت چندین پدیده را توصیف می‌کند که نشان می‌دهد ادراک محدودتر و کم‌تر قابل اعتمادتر از آن چیزی است که ما تصور می‌کنیم.
دیدگاه‌های دنت که در آگاهی توضیح داده‌شده بیان شده‌است، او را در تقابل با متفکرانی قرار می‌دهد که می‌گویند آگاهی را می‌توان تنها با ارجاع به «کیفیت»، یعنی محتوای خام تجربه توصیف کرد. منتقدان کتاب گفته‌اند که دنت وجود حالات آگاهانه ذهنی را انکار می‌کند، درحالی‌که ظاهراً توضیحی علمی از آن‌ها ارائه می‌دهد.

## خلاصه
دنت الگوی پیش‌نویس‌های چندگانه آگاهی را مطرح می‌کند و پیشنهاد می‌کند که هیچ مکان مرکزی واحدی (یک «تئاتر دکارتی») وجود ندارد که در آن تجربه آگاهانه رخ دهد. در عوض «رویدادهای مختلفی از تثبیت محتوا در مکان‌های مختلف در زمان‌های مختلف مغز رخ می‌دهد». مغز متشکل از «بسته‌ای از سازمان‌های نیمه‌مستقل» است. وقتی «تثبیت محتوا» در یکی از این‌ها اتفاق می‌افتد، ممکن است تأثیرات آن گسترش یابد؛ به‌طوری که منجر به بیان یکی از جملاتی شود که داستان را تشکیل می‌دهند، که در آن شخصیت اصلی «خود» فرد است. دیدگاه دنت از آگاهی این است که این گزارش ظاهراً سریالی برای فرایند زیربنایی مغز است که در آن محاسبات چندگانه به‌طور هم‌زمان انجام می‌شود (یعنی موازی‌سازی).
یکی از ادعاهای بحث برانگیزتر دنت این است که کیفیات ذهنی همان‌طور که توصیف شده‌اند وجود ندارند (و نمی‌توانند وجود داشته باشند). استدلال اصلی دنت این است که ویژگی‌های مختلفی که فیلسوفان به کیفیات نسبت می‌دهند؛ که فرض می‌شود کیفیات اصلاح‌ناپذیر، غیرقابل وصف، خصوصی، مستقیماً قابل‌دست‌رسی و غیره هستند، ناسازگار هستند، بنابراین مفهوم کیفیات ناسازگار است. عدم وجود کیفیت به این معنی است که مسئله دشوار خودآگاهی وجود ندارد و «زامبی‌های فلسفی» که قرار است از هر نظر مانند یک انسان عمل کنند اما به نوعی فاقد کیفیت هستند، نمی‌توانند وجود داشته باشند؛ بنابراین، همان‌طور که دنت متذکرانه اشاره می‌کند، او به این باور متعهد است که همه ما زامبی‌های فلسفی هستیم (اگر اصطلاح «زامبی فلسفی» را از نظر عمل‌کردی با یک انسان بدون هیچ جنبه غیرمادی یکسانی تعریف کنید) - و اضافه می‌کند که اظهارات او بسیار در معرض سوءتعبیر است.
دنت ادعا می‌کند که مغز ما فقط چند جزئیات برجسته در مورد جهان دارد و این تنها دلیلی است که ما قادر به عمل‌کرد هستیم. ما تصاویر دقیق را در حافظه کوتاه‌مدت ذخیره نمی‌کنیم، زیرا این کار ضروری نیست و توان محاسباتی ارزشمندی را مصرف می‌کند. در عوض، آنچه را که تغییر کرده‌است ثبت می‌کنیم و فرض می‌کنیم که بقیه ثابت مانده‌اند، در نتیجه برخی از جزئیات را نادیده می‌گیریم، همان‌طور که در آزمایش‌های مختلف نشان داده شده‌است. تحقیقات پس از کتاب دنت نشان می‌دهد که برخی از فرضیه‌های او محافظه‌کارانه‌تر از حد انتظار بودند. یک سال پس از انتشار «آگاهی توضیح داده‌شده»، دنت خاطرنشان کرد: «ای کاش در گذشته، جسارت بیش‌تری می‌کردم، زیرا تأثیرات آرا قوی‌تر از آن چیزی است که ادعا می‌کردم». از آن زمان، نمونه‌هایی از ماهیت توهم‌آمیز دنیای بصری ما انباشته می‌شوند.
یک روش فلسفی کلیدی، پدیدارشناسی است، که در آن گزارش‌های شفاهی یا نوشتاری سوژه‌ها مانند داستان‌های نظریه‌پردازی تلقی می‌شود؛ گزارش موضوع، مورد تردید قرار نمی‌گیرد، اما فرض نمی‌شود که گزارشی اصلاح‌ناپذیر دربارهٔ وضعیت درونی آن موضوع باشد. این رویکرد اجازه می‌دهد که گزارش‌های موضوع در تحقیقات روان‌شناختی به‌عنوان یک مبنا باشد، بنابراین محدودیت‌های رفتارگرایی کلاسیک را دور می‌زند.
دنت می‌گوید که فقط نظریه‌ای که رویدادهای آگاهانه را بر حسب رویدادهای ناخودآگاه توضیح می‌دهد، می‌تواند آگاهی را توضیح دهد: «توضیح به معنای دور کردن است».

## بازخورد
نیویورک تایمز کتاب «آگاهی توضیح داده‌شده» را به عنوان یکی از ده کتاب برتر سال معرفی کرد. در نقد کتاب نیویورک تایمز، جورج جانسون برای آن از اصطلاح «هیچ چیز کم از درخشان ندارد» استفاده کرد.
منتقدان رویکرد دنت، استدلال می‌کنند که دنت نمی‌تواند با مغالطه تجربه ذهنی با رفتار یا شناخت، با مسئله دشوار خودآگاهی درگیر شود. فیلسوف دیوید چالمرز در کتاب خود به‌نام ذهن آگاه در سال ۱۹۹۶ استدلال می‌کند که موضع دنت «انکار» آگاهی است و به شوخی از خود می‌پرسد که آیا دنت یک زامبی فلسفی است یا خیر. منتقدان بر این باورند که عنوان کتاب گمراه‌کننده است زیرا در توضیح واقعی آگاهی ناتوان است. مخالفان عناوین جایگزین آگاهی نادیده گرفته‌شده و آگاهی توضیح داده‌شده را ارائه کرده‌اند. به گفته گالن استراوسون، این کتاب قانون شرح تجارت را نقض می‌کند و دنت باید تحت پی‌گرد قانونی قرار گیرد.
جان سرل استدلال می‌کند که دنت اصرار دارد بحث در مورد سوبژکتیویته مزخرف است، زیرا غیرعلمی است و علم، عینیت را پیش‌فرض می‌گیرد، و در حال اشتباه مقوله‌ای است. سرل استدلال می‌کند که هدف علم ایجاد و اعتبار بخشیدن به گزاره‌هایی است که از نظر معرفتی عینی هستند (یعنی حقیقت آن‌ها می‌تواند توسط هر شخص ذی‌نفعی کشف و ارزیابی شود)، اما این گزاره‌ها می‌توانند دربارهٔ آن چیزی باشند که از نظر هستی‌شناختی ذهنی است. سرل بیان می‌کند که عینیت معرفتی روش علمی مانع از ذهنیت هستی‌شناختی موضوع نیست؛ بنابراین، کمردرد وجود دارد؛ آن‌ها تجربیات ذهنی هستند که وجود آن‌ها در پزشکی مورد تردید نیست. و مغز و اعصاب، همان‌طور که در هر کتاب درسی مغز و اعصاب می‌بینید، به درک آن‌ها برای درمان می‌پردازد. سرل هر گونه قضاوت ارزشی را از نظر معرفتی ذهنی می‌نامد؛ بنابراین، «مک کینلی زیباتر از اورست است» از نظر معرفتی ذهنی است، درحالی‌که «مک کینلی بالاتر از اورست است» از نظر معرفتی عینی است. به عبارت دیگر، گزاره اخیر قابل ارزیابی با یک معیار قابل درک («زمینه») برای ارتفاع کوه است، مانند «قله خیلی بالاتر از سطح دریا است». هیچ معیاری برای زیبایی وجود ندارد. سرل می‌نویسد که از نظر دنت، هیچ آگاهی علاوه بر ویژگی‌های محاسباتی وجود ندارد، زیرا این تمام چیزی است که آگاهی برای او به وجود می‌آورد: صرفاً تأثیرات یک ماشین مجازی فون نویمان که در یک معماری پیاده‌سازی شده‌است و بنابراین نشان می‌دهد که حالات خودآگاه توهم هستند. در مقابل، سرل ادعا می‌کند که «در جایی که به آگاهی مربوط می‌شود، وجود ظاهر واقعیت است».

سرل در ادامه می‌گوید:
تا جایی که می‌توانم آن را به‌وضوح بیان کنم: دنت در کتاب خود، آگاهی توضیح داده‌شده، وجود آگاهی را انکار می‌کند. او به استفاده از این کلمه ادامه می‌دهد، اما معنای دیگری از آن دارد. از نظر او فقط به پدیده‌های سوم‌شخص اشاره دارد، نه به احساسات و تجربیات آگاهانه اول شخص که همه ما داریم. برای دنت هیچ تفاوتی بین ما انسان‌ها و زامبی‌های پیچیده‌ای که فاقد هرگونه احساسات درونی هستند، وجود ندارد، زیرا همه ما فقط زامبی‌هایی پیچیده هستیم… من دیدگاه او را خودابطال‌کننده می‌دانم، زیرا وجود داده‌هایی را که یک نظریه آگاهی باید توضیح دهد را انکار می‌کند. تناقض این مبادله این‌جاست: من یک منتقد آگاه هستم که آگاهانه به ایرادات نویسنده‌ای پاسخ می‌دهم که هر نشانه‌ای از عصبانیت آگاهانه و گیج‌کننده‌ای را ارائه می‌دهد. من این کار را برای خوانندگانی انجام می‌دهم که فکر می‌کنم آگاه هستند. پس چگونه می‌توانم ادعای او مبنی بر این‌که آگاهی واقعاً وجود ندارد را جدی بگیرم؟
دنت و حامیان توهم‌گرای او پاسخ می‌دهند که «جنبه ذهنی» فوق‌الذکر از ضمیر خودآگاه وجود ندارد، و یک بقایای غیرعلمی از «روان‌شناسی عامیانه» عقل سلیم است، و این‌که بازتعریف ادعایی او تنها توصیف منسجم از آگاهی است.
دانشمندان علوم اعصاب مانند جرالد ادلمن، آنتونیو داماسیو، ویلایانور راماچاندران، جولیو تونونی، کریستف کخ و رودولفو لیناس استدلال می‌کنند که کیفیات وجود دارند و تمایل به حذف آن‌ها بر اساس تفسیر اشتباه برخی از فیلسوفان در مورد آنچه علم را تشکیل می‌دهد، است.